# Oryzias luzonensis
Oryzias luzonensis är en fiskart som först beskrevs av Herre och Ablan, 1934.  Oryzias luzonensis ingår i släktet Oryzias och familjen Adrianichthyidae. Inga underarter finns listade i Catalogue of Life.